# Horacio Casarín
Horacio Casarín Garcilazo (25 de mayo de 1918 – 10 de abril de 2005) fue un futbolista y entrenador mexicano que se desempeñaba como delantero. Fue la máxima figura de la primera mitad del siglo XX en el fútbol mexicano. 
Debutó en 1936 con Necaxa, justo en la época de la dinastía denominada como la de los 11 hermanos. Tras su primera temporada se convirtió en ídolo, incluso de los aficionados rivales. Su única participación en una Copa del Mundo fue en Brasil 1950, competencia en la que anotaría el gol mexicano en la derrota ante Suiza por un marcador de dos goles a uno. Se retiró como máximo goleador de todos los tiempos en el Campeonato de Liga, con 241 goles (superado en el primer sitio por Cabinho en 1982, y entre los mexicanos, superado por Carlos Hermosillo hasta 1997).
Además, marcó 52 goles con la selección mexicana, aunque solo 15 de ellos fueron ante selecciones nacionales, único tipo de goles oficialmente reconocidos por FIFA. De acuerdo al libro Horacio Casarín, un ídolo y sus tiempos, escrito por Carlos F. Ramírez, el delantero sumó 284 goles en competencias nacionales, de los cuales 43 fueron en la Copa México, torneo del que es el máximo goleador histórico, distinción que también ostenta en el registro absoluto del Club de Fútbol Atlante (137).

## Datos biográficos
Horacio Casarín Garcilazo nació en la colonia Roma, por entonces una zona de clase media-alta de la Ciudad de México, el 25 de mayo de 1918, hijo de doña Carlota Garcilazo de Casarín y del general don Joaquín Vidal Casarín, familia que formaría cinco hijos: Aurora, Carlos, Luis y Alfredo. Emigró con su familia en 1924 a Estados Unidos, en donde vivió durante un lustro, primero en Kansas City y luego en Brownsville, Texas, y volvió a la Ciudad de México en 1929. En 1931, ingresó a las fuerzas infantiles del Club Necaxa, donde se encontró como entrenador a Sigfrid Roth, húngaro muy simpático y conocedor del juego. Roth le dijo que tenía una patada fuerte y larga, y lo ubicó como defensa, aunque ya más adelante pasó a la delantera.

### Inicios con Necaxa
Debutó el 9 de febrero de 1936, a los 17 años, jugando con Necaxa en un partido contra España en el cual anotó su primer gol. La anotación se la marcó al portero "Jorobado" Álvarez. Como defensa, formó parte del legendario equipo de los Once Hermanos, una de las grandes dinastías en la historia del fútbol mexicano, que se adjudicó para Necaxa cuatro títulos de Liga (1932-33, 1934-35, 1936-37 y 1937-38) y dos de Copa México (1932-33 y 1935-36).
Disputó su primer partido con la selección de fútbol de México el 12 de septiembre de 1937 en duelo amistoso frente a los Estados Unidos, jugado en el Parque Asturias, que terminó con victoria mexicana 7 goles a 2; Casarín marcó dos goles (al minuto 13 y al 74). Siete días más tarde y ante el mismo rival, repitió su actuación anotando dos goles en el triunfo del cuadro mexicano 7-3, ahora jugando en el Parque Necaxa. Aquellos juegos amistosos (y en consecuencia, quien lo debutó en selección nacional) los dirigió Rafael Récord Garza.
Posteriormente, fue nominado para integrar la selección de fútbol que disputaría los Juegos Centroamericanos de Panamá 1938. En dicho evento, jugó 4 partidos y convirtió 6 goles: 1 a Colombia, 2 a El Salvador, 1 a Panamá y 2 a Costa Rica. México se coronó bicampeón en aquel torneo.
Formando parte del legendario Necaxa, ganó los títulos de liga de 1936-37 y 1937-38 y el de Copa México de 1935-36, cuando recién había debutado.

### La quema del Parque Asturias
El Club de Fútbol Asturias había levantado en 1936 un Parque de fútbol sobre la Calzada del Chabacano, en Tlalpan, en donde actualmente se encuentra un centro comercial. El campo estaba rodeado por un enrejado que separaba a los jugadores del público. Las tribunas, de madera pintada, albergaban entre el lado de sol y sombra a más de 22,000 personas cómodamente sentadas y a cerca de 30,000 en partidos que lo ameritaban y en las que una gran parte de los aficionados permanecían de pie, muy cerca del enrejado, viendo a los futbolistas.
El 29 de marzo de 1939 ocurrió un polémico acontecimiento que sería el principio del fin de los estadios de madera. Sucedió que en el Campeonato de Liga de 1938-39, dos equipos peleaban por el primer lugar que a la postre los llevaría a la consecución del título. Estos equipos, Asturias y Necaxa, tendrían un choque definitorio en el que el equipo rojiblanco alcanzaba al conjunto asturiano o quedaba de plano marginado.
El partido causó gran polémica y los aficionados de ambos cuadros tenían pleitos verbales cada vez que se topaban entre sí. El día del encuentro, la expectación fue mayúscula, el estadio se encontraba lleno. Los equipos saltaron a la cancha con sus cuadros estelares.
En el Necaxa, jugaba Horacio Casarín, ídolo de la afición mexicana. Siendo el elemento más peligroso del cuadro necaxista, fue severamente marcado y con la consigna, por parte del cuadro de "La Casona", de detenerlo. Comenzó el encuentro y Carlos Laviada cometió una falta hacia la rodilla del entonces apodado Chamaco Casarín. Minutos más tarde, Negro León golpeaba nuevamente al hombre que había anotado el primer gol para los necaxistas. Al minuto 20, el zaguero José Soto dejó fuera a Casarín con una patada artera a la rodilla que lo imposibilitaba para seguir el encuentro. En las tribunas, el público enardecido comenzó a prender fogatas en las tribunas de sol.
El partido terminó con un empate a dos goles. El árbitro, Fernando Marcos González, fue acusado de haber aumentado la tensión al señalar -minutos antes de que el encuentro concluyera- un pénalty a favor del Asturias, que iba perdiendo.
Con el empate, el denominado Campeonísimo Necaxa no pudo ya aspirar al título. Molestos, parte del público de las tribunas de sombra comenzó a prender luminarias en las tribunas de madera. El fuego rápidamente se propaló, alcanzando el reloj y el marcador, que fue devorado por las llamas.
Las tribunas de sol fueron consumidas en su totalidad casi en forma instantánea. La llegada de los bomberos fue inútil, ya que no había agua en las bombas, y se concretaron a aislar las tribunas de sombra para que el parque no se acabase completamente. Una hora después, el local quedaba convertido en un montón de escombros, maderas y viguetas humeantes y cenizas por doquier. Mientras tanto, el delantero mexicano quedó marginado año y medio de las canchas a causa de la lesión que padeció en aquel juego.

### Su paso por Atlante
Hacia 1942, Casarín no tenía equipo y surgió una oferta simultánea del América y del Atlante. El general José Manuel Núñez, jerarca del Atlante, habló con el jugador y le dijo: "Te pago los 600 pesos que te ofrece el América". Entonces Horacio le pidió al general que le consiguiese trabajo en el Banco de México, cosa que Núñez le garantizó, y así pasó a formar parte del Atlante.
El 28 de junio de 1942 debutó con los colores azulgrana, en un encuentro jugado ante el América en el Parque Necaxa. Atlante ganó 5 a 3, con dos tantos de Horacio, en un torneo por la Copa México.
Horacio Casarín cerró la temporada 1943-44, anotándole a Veracruz y posteriormente anotó en las primeras 8 jornadas de la temporada 1944-45, hasta que el 3 de diciembre de 1944 se quedó en blanco ante el América; estableció, con ello, 2 marcas: Más partidos consecutivos anotando con 9 (que sería empatada por varios delanteros a lo largo de las décadas, pero solo fue superada hasta 1994-95 por François Omam-Biyik) y Mejor inicio goleador, marcando en las primeras 8 jornadas. Las dos marcas le permitieron anotar 29 goles en 24 juegos, para un promedio de 1.2 goles por partido; sin embargo, concluyó como tercer lugar en el goleo individual, debajo de Roberto Aballay, con 40, e Isidro Lángara, con 38.
A la temporada siguiente, 1945-46, integró la delantera más prolífica en la historia del fútbol mexicano. Compartiendo equipo con Martí Ventolrà, Rafael Tico Meza y Angelillo Nicolau, entre otros, el llamado Equipo del Pueblo estableció la marca de 121 goles en el torneo, 26 de ellos de Casarín; sobresalieron, entre ellos, los 3 que marcó en 8 minutos ante el Puebla el 18 de agosto de 1946 (el segundo hat-trick más rápido en la historia de la liga) y los 5 que consiguió (su mayor cuota personal) ante Tampico en la jornada uno, en el triunfo 3-10 del conjunto atlantista. Sin embargo, Atlante terminó segundo debajo de Veracruz en aquella histórica campaña.
Finalmente, en la siguiente temporada, 1946-47, dirigidos por Luis Grocz, Atlante se proclamó campeón de liga. En aquel torneo, Casarín logró 19 goles.
En total, marcó 107 goles con la camiseta azulgrana, para convertirse en el segundo mejor goleador de la historia del equipo, solo superado por Evanivaldo Castro "Cabinho".
Además, ostenta el récord del club con más juegos marcando 4 o más goles, con tres, en uno de los cuales logró cinco anotaciones.

### Últimos años como jugador
En 1948, dejó al Atlante y se enroló en el balompié ibérico con el Real Oviedo y el Barcelona, equipos con los que duró poco tiempo; en el segundo, debido a problemas contractuales, no pudo quedarse poco antes del inicio del torneo 1948-49, además de que solo jugó partidos ajenos a la Liga Española, causa por la que no ha sido considerado en la lista de los jugadores que han militado en España. Sin embargo, y en una lista no oficial, a Horacio se le puede considerar como el primer mexicano en haber jugado en el Barça.
Luego de su travesía en tierras ibéricas, regresó a México con el España, donde permaneció hasta 1950, año en que desapareció el equipo.
En el Mundial de 1950, Horacio Casarín por fin pudo cumplir con su sueño de jugar una Copa del Mundo. Desafortunadamente, México quedó eliminado en la primera ronda, aunque al delantero le quedó el consuelo de marcar un gol en el partido que la Selección perdió 2-1 contra Suiza el 2 de julio de 1950, en el Estadio Internacional de Porto Alegre.
Para la temporada 1950-51, pasó al Necaxa, que se reincorporó al fútbol profesional ese año, y culminó por única ocasión en su carrera como campeón de goleo, al anotar 17 goles en 21 partidos.
En la tempora 1952-53, en un movimiento muy común en aquella época, se incorporó como jugador-entrenador del Zacatepec, y logró una destacada actuación, ya que el equipo concluyó como subcampeón, debajo del Tampico. Debido a esta notable actuación, ejerció como entrenador dirigiendo a la Selección mexicana el 19 de julio de 1953 contra Haití, en partido correspondiente a la Eliminatoria mundialista para Suiza 1954. El encuentro se celebró en el Estadio de la Ciudad de los Deportes, y concluyó con victoria mexicana 8-0.
Luego de un mal año con Atlante (equipo al que volvió en 1954-55, y anotó 3 goles), fue fichado por el América en la temporada 1955-56, club en el que aportó una buena cuota, 13 goles.
A los 35 años, fue convocado por última vez a la Selección nacional para participar en el II Campeonato Panamericano de Fútbol, a celebrarse en el Estadio Olímpico Universitario de la Ciudad de México. Alineó por última vez el 3 de marzo de 1956, enfrentando a Perú en la derrota del equipo mexicano 0-2.
Se retiró en la temporada 1956-57 jugando para Monterrey, equipo con el que marcó los 4 últimos goles de su carrera, ante América, Cuautla FC, Tampico y el número 241 de su trayectoria al Irapuato el 18 de noviembre de 1956 en la derrota 2-3 de su equipo en el Estadio Revolución.

### Carrera como entrenador
En 1977, acudió como director técnico, en dúo con Alfonso Portugal, al Campeonato mundial juvenil Túnez 1977, donde la selección sub-20 de México concluyó como subcampeón.
Reapareció en Primera División en la campaña 1978-79 dirigiendo a Zacatepec, equipo al que llevó a disputar su primera liguilla, luego de terminar en sexto lugar de la tabla general. A la siguiente temporada, 1979-80, dirigió 10 partidos a Tecos de la UAG; finalmente, llegó en 1980-81 al Atlante. En la temporada 1981-82 alcanzó, con los Potros de Hierro, el liderato general de competencia, producto de 21 victorias, 11 empates y 6 derrotas en 38 juegos, para un total de 53 puntos. En dicha temporada, dirigió a Cabinho cuando este logró romper su histórica marca como máximo goleador en la historia de la liga. Atlante llegó a la final, donde perdió en penales el título ante Tigres UANL, en la cancha del Estadio Azteca. Dirigió un año más al Atlante; su último juego fue el 15 de mayo de 1983, perdiendo 0-3 ante Guadalajara en la vuelta de los cuartos de final de la liguilla de 1982-83.

### Vida personal
Se casó el 10 de diciembre de 1941 con María Elena King, a quien conoció en 1938, cuando ella acudía como joven aficionada de 14 años a presenciar los entrenamientos del Necaxa. Su matrimonio duró 63 años, hasta la muerte de ella el 21 de febrero de 2005, y solo tuvieron un hijo. En los 10 últimos años de su vida, se vio afectado por la enfermedad de Alzheimer. Falleció el 10 de abril del 2005.
Durante los años 40, era tal su popularidad que fue invitado a participar durante 1944 en la película Los hijos de Don Venancio, al lado de Joaquín Pardavé, Alfredo Varela y Rafael Banquells, entre otros. En dicha película (la primera que tocó el tema del fútbol en México), interpretó a Horacio Fernández, uno de los hijos de Don Venancio que se dedicaba a jugar en el Atlante. Más tarde, en 1946, participó en la secuela, Los nietos de Don Venancio.

## Clubes como jugador
| Club        | País   | Año       |
| ----------- | ------ | --------- |
| Necaxa      | México | 1936-1942 |
| Atlante     | México | 1942-1948 |
| Real Oviedo | España | 1948      |
| Barcelona   | España | 1948      |
| España      | México | 1948-1950 |
| Necaxa      | México | 1950-1951 |
| Zacatepec   | México | 1951-1953 |
| Atlante     | México | 1953-1955 |
| América     | México | 1955-1956 |
| Monterrey   | México | 1956-1957 |

## Participaciones en Copa del Mundo
| Mundial                        | Sede   | Resultado    |
| ------------------------------ | ------ | ------------ |
| Copa Mundial de Fútbol de 1950 | Brasil | Primera Fase |

## Juegos con selección nacional
A pesar de la larga trayectoria que tuvo como jugador (21 años), únicamente disputó 14 juegos internacionales reconocidos por FIFA como categoría "A". Sin embargo, en dicho periodo (1936-1957), en general la selección de fútbol de México solo disputó 37 juegos oficiales reconocidos por FIFA, esto debido, entre otros factores, a la suspensión de toda competencia internacional en el periodo de la Segunda Guerra Mundial (1939-45), a la falta de torneos oficiales en la zona de Norteamérica y a la escasa organización para oficializar encuentros. De hecho, ante clubes, combinados y dos selecciones no oficiales (País Vasco y España "B"), jugó poco más de 20 encuentros y marcó alrededor de 37 goles (es decir, 52 en total), lo que lo ubicaría como el máximo goleador en la historia de la selección mexicana de fútbol.
|                               | Partidos | Goles |
| ----------------------------- | -------- | ----- |
| Selección de fútbol de México | 14       | 15    |

| 1.  | 12 de septiembre de 1937 | Parque Asturias, Ciudad de México, México                      | Estados Unidos | 7–2 |  | Amistoso                                 |
| 2.  | 19 de septiembre de 1937 | Parque Necaxa, Ciudad de México, México                        | Estados Unidos | 7–3 |  | Amistoso                                 |
| 3.  | 10 de febrero de 1938    | Estadio Nacional de Panamá, Panamá, Panamá                     | Colombia       | 3–1 |  | Juegos Centroamericanos Panamá 1938      |
| 4.  | 18 de febrero de 1938    | Estadio Nacional de Panamá, Panamá, Panamá                     | El Salvador    | 6–0 |  | Juegos Centroamericanos Panamá 1938      |
| 5.  | 20 de febrero de 1938    | Estadio Nacional de Panamá Panamá, Panamá                      | Panamá         | 2–2 |  | Juegos Centroamericanos Panamá 1938      |
| 6.  | 22 de febrero de 1938    | Estadio Nacional de Panamá, Panamá, Panamá                     | Costa Rica     | 2–1 |  | Juegos Centroamericanos Panamá 1938      |
| 7.  | 4 de septiembre de 1949  | Estadio de la Ciudad de los Deportes, Ciudad de México México  | Estados Unidos | 6–0 |  | Copa NAFC 1949                           |
| 8.  | 11 de septiembre de 1949 | Estadio de la Ciudad de los Deportes, Ciudad de México México  | Cuba           | 2–0 |  | Copa NAFC 1949                           |
| 9.  | 18 de septiembre de 1949 | Estadio de la Ciudad de los Deportes, Ciudad de México México  | Estados Unidos | 6–2 |  | Copa NAFC 1949                           |
| 10. | 24 de junio de 1950      | Estadio Maracaná, Río de Janeiro, Brasil                       | Brasil         | 4-0 |  | Copa Mundial de Fútbol de 1950           |
| 11. | 29 de junio de 1950      | Estadio Internacional, Porto Alegre, Brasil                    | Yugoslavia     | 4-1 |  | Copa Mundial de Fútbol de 1950           |
| 12. | 2 de julio de 1950       | Estadio Internacional, Porto Alegre, Brasil                    | Suiza          | 1–2 |  | Copa Mundial de Fútbol de 1950           |
| 13. | 19 de julio de 1953      | Estadio de la Ciudad de los Deportes, Ciudad de México, México | Haití          | 8–0 |  | Eliminatoria mundialista para Suiza 1954 |
| 14. | 4 de marzo de 1956       | Estadio Olímpico Universitario, Ciudad de México, México       | Perú           | 0–2 |  | II Campeonato Panamericano de Fútbol     |

## Trayectoria como D.T.
| Club                          | País   | Año       |
| ----------------------------- | ------ | --------- |
| Zacatepec                     | México | 1951-1953 |
| Selección de fútbol de México | México | 1953      |
| Zacatepec                     | México | 1978-1979 |
| Tecos de la UAG               | México | 1979      |
| Atlante                       | México | 1981-1983 |

## Palmarés

### Campeonatos nacionales
| Título           | Club    | País   | Año     |
| ---------------- | ------- | ------ | ------- |
| Copa México      | Necaxa  | México | 1936    |
| Primera División | Necaxa  | México | 1936-37 |
| Primera División | Necaxa  | México | 1937-38 |
| Primera División | Atlante | México | 1946-47 |

### Campeonatos internacionales
| Título                                                       | Equipo             | Sede   | Año  |
| ------------------------------------------------------------ | ------------------ | ------ | ---- |
| Torneo de Fútbol de los Juegos Centroamericanos y del Caribe | Selección Mexicana | Panamá | 1938 |

### Distinciones individuales
| Distinción                  | Año     |
| --------------------------- | ------- |
| Campeón de goleo individual | 1950-51 |